# Monohelea legrandi
Monohelea legrandi är en tvåvingeart som beskrevs av Clastrier 1984. Monohelea legrandi ingår i släktet Monohelea och familjen svidknott.
Artens utbredningsområde är Gabon. Inga underarter finns listade i Catalogue of Life.